# Maison au 8, rue de Landser à Bruebach
La maison au 8, rue de Landser est un monument historique situé à Bruebach, dans le département français du Haut-Rhin.

## Localisation
Ce bâtiment est situé au 8, rue de Landser à Bruebach.

## Historique
L'édifice fait l'objet d'une inscription au titre des monuments historiques depuis 1986.